# Pamphile Réal Du Tremblay
Pamphile Réal Blaise Nugent Du Tremblay, né le 5 mars 1879 à Sainte-Anne-de-la-Pérade et mort le 6 octobre 1955 à Montréal, est un avocat, homme politique et homme d'affaires du Québec. Il a notamment été patron du quotidien La Presse.

## Biographie

### Jeunesse et formation
Né à Sainte-Anne-de-la-Pérade dans la région de la Mauricie, M. Du Tremblay étudia à l'Université Laval à Montréal et à l'Université McGill. Admis au Barreau du Québec en 1901, il pratiqua le droit à Montréal. Il fut nommé au Conseil du Roi en 1917.

### Carrière politique
Élu député des Libéraux de Laurier dans la circonscription fédérale de Laurier—Outremont en 1917, il remporta l'élection face au conservateur Pierre Édouard Blondin, avec l'aide de la colère des Canadiens français lors de la Crise de la conscription. Il ne se représenta pas pour les élections de 1921.
En 1925, il devint membre du Conseil législatif du Québec pour le Parti libéral du Québec dans la division de Sorel. Il demeurera au Conseil jusqu'en 1942, année où le premier ministre William Lyon Mackenzie King lui offrit le poste de sénateur de la division de Repentigny. Il y restera jusqu'à son décès en 1955.

### Homme d'affaires
Dans le domaine des affaires, il a construit les Appartements Le Château (en) en 1925. Il a été président de la compagnie d'assurance La Prévoyance de 1930 à 1936. Il évolua également dans le domaine de la publication en devenant président de la Compagnie de publication La Presse ltée en 1932, poste qu'il conservera jusqu'à son décès, et de fait patron du journal La Presse. À partir de 1933, il est également président la Compagnie de publication La Patrie ltée, qui publie le journal La Patrie. Il fut aussi président de la Compagnie canadienne d'impression et de lithographie ltée et directeur de l'Association canadienne de foresterie.
Sa sépulture est située dans le Cimetière Notre-Dame-des-Neiges, à Montréal.